# Niki Marvin
Niki Marvin é uma produtora de televisão e cinema norte-americana ativa desde a década de 1980.

## Trabalhos
| Ano  | Título                                      | Crédito(s)                                  |
| ---- | ------------------------------------------- | ------------------------------------------- |
| 1987 | A Nightmare on Elm Street 3: Dream Warriors | Produtora associada                         |
| 1990 | Buried Alive                                | Produtora                                   |
| 1990 | Midnight Cabaret                            | Produtora                                   |
| 1991 | Strays                                      | Produtora                                   |
| 1994 | The Shawshank Redemption                    | Produtora                                   |
| 1997 | Buried Alive II                             | Produtora executiva                         |
| 2004 | Private Islands                             | Produtora, roteirista, diretora "Episode 2" |